# Los Aleros
Los Aleros è un parco tematico situato nello Stato Mérida, Venezuela, istituito nel 1984 per rappresentare un tipico villaggio delle Ande venezuelane degli anni trenta del XX secolo. Los Aleros si trova lungo l'Autostrada transandina, 25 km a nord-est della città di Mérida, nelle vicinanze di Tabay, e circa 40 km a sud-ovest di Apartaderos.
Il personale che lavora a Los Aleros veste in abiti tradizionali dell'epoca, e guida nel parco principalmente scolaresche e gruppi di giovani. All'interno del parco lavorano stabilmente 120 persone; con i collaboratori e il personale esterno dà lavoro a più di 2000 persone.